# Nibbiola

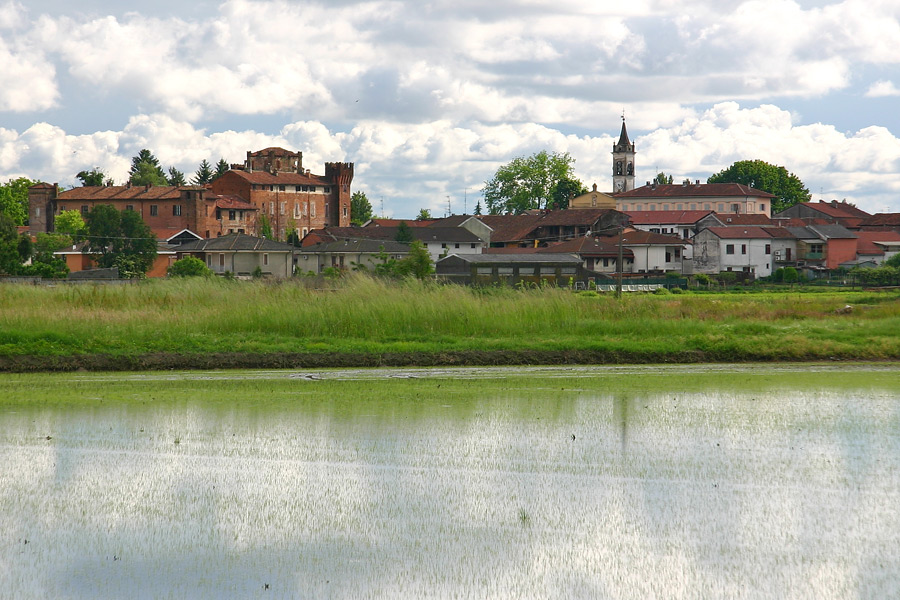
Panorama

Nibbiola (piemontesisch Nibiola, lombardisch Nibiula) ist eine italienische Gemeinde mit 827 Einwohnern (Stand 31. Dezember 2023) in der Provinz Novara (NO), Region Piemont.
Die Nachbargemeinden sind Garbagna Novarese, Granozzo con Monticello, Novara, Terdobbiate und Vespolate.
Das Gemeindegebiet umfasst eine Fläche von 11 km².